# Andranomiditra
Andranomiditra is een plaats en commune in het zuiden van Madagaskar, behorend tot het district Fianarantsoa II, dat gelegen is in de regio Haute Matsiatra. Tijdens een volkstelling in 2001 telde de plaats 13.126 inwoners.
De plaats biedt naast lager onderwijs ook middelbaar onderwijs aan. Er wordt mijnbouw op industriële schaal bedreven. 98 % van de bevolking werkt als landbouwer. Het belangrijkste landbouwproduct is rijst; andere belangrijke producten zijn bonen, maniok en zoete aardappelen. Verder is 1,9% actief in de dienstensector en heeft 0,1% een baan in de industrie.